# Oonops tubulatus
Oonops tubulatus är en spindelart som beskrevs av Raymond Comte de Dalmas 1916. Oonops tubulatus ingår i släktet Oonops och familjen dansspindlar. Inga underarter finns listade i Catalogue of Life.